# William H. Gerdts
William Henry Gerdts (* 18. Januar 1929 in Jersey City, New Jersey; † 14. April 2020 in New York City) war ein US-amerikanischer Kunsthistoriker und Kunstsammler.
Gerdts studierte seit 1945 am Amherst College, wo durch Charles H. Morgan sein Interesse an Kunstgeschichte geweckt wurde, und schloss 1949 mit dem B.A. ab. Er studierte Kunstgeschichte an der Harvard University und erhielt 1950 den M.A. Von 1953 bis 1954 arbeitete er als Kurator am  Norfolk Museum of Art and Sciences, von 1954 bis 1966 am Newark Museum in Newark (New Jersey). Nach seiner Promotion in Harvard 1966 war er als Hochschullehrer tätig, zunächst als Associate Professor an der University of Maryland (1966–1969), dann am Brooklyn College (1971–1985). Von 1985 bis zu seiner Emeritierung 1992 lehrte er als Professor für amerikanische Malerei und Skulptur des 18. und 19. Jahrhunderts am Graduate Center der City University of New York.
Gastprofessuren hatte er an der Johns Hopkins University, der Rutgers University und der Washington University; er erhielt ein Guggenheim-Stipendium und war Mitglied der American Philosophical Society. 1992 erhielt er die Ehrendoktorwürde des Amherst College und 1996 der Syracuse University.
WorldCat nennt zu Gerdts als Anzahl von Veröffentlichungen 420 Werke in 955 Publikationen und in drei Sprachen.
William Gerdts trug eine umfangreiche Sammlung amerikanischer Stilllebenmalerei des 19. Jahrhunderts zusammen, die als Stiftung der National Gallery of Art in Washington versprochen ist.
Er starb im April 2020 im Alter von 91 Jahren während der COVID-19-Pandemie in New York City an den Folgen einer SARS-CoV-2-Infektion.

## Veröffentlichungen (Auswahl)
- American Neo-Classic Sculpture: The Marble Resurrection. Viking Press, 1973.
- Masters of the Humble Truth: Masterpieces of American Still Life, 1801–1930. University of Missouri Press, 1981.
- American Impressionism. Abbeville Press, 1984.
- The Art of Henry Inman. National Portrait Gallery, Smithsonian Institution, 1987.
- Art Across America. Two Centuries of Regional Painting: 1710–1920, 3 Bände, Abbeville Press, 1990.
- The Color of Modernism: The American Fauves. Hollis Taggert Gallery, 1997.